# 民主党 (韓国 1991-1995)
民主党（みんしゅとう）は、第六共和国時代の韓国における保守政党。1991年9月、当時の最大野党で全羅道を強固な支持基盤とする新民主連合党 （新民党）と野党第2党で釜山地域が地盤である民主党が統合して発足した野党である。

## 概要
1990年2月に当時の盧泰愚政権の与党である民主正義党と野党の統一民主党（元民主党）・新民主共和党の3党が合同して国会の4分3を優に超える巨大与党の「民主自由党」（民自党）が発足して以降、第1野党である平和民主党（平民党）と同年6月に結成された第2野党の民主党（3党合同に参加しなかった元民主党議員と無所属議員が参加）との間で野党勢力統合に向けた動きが進められ、一度は統合新党を作ることで合意に達した。しかし民主党が、平民党総裁の職に就いていた金大中の政界引退を強く主張したのに対し、平民党側がこれを拒否したため実現しなかった。
翌91年6月に行なわれた主要都市や道の議員を選ぶ広域議会議員選挙で民自党が圧勝し、新民党と民主党がともに敗北したことに両党は危機を強め、9月10日に両党の統合を宣言。同月16日に新民党総裁の金大中と民主党の李基澤総裁を共同代表とする「民主党」が結成された。ただし、旧・民主党の朴燦鐘と金光一議員は統合に反対して新・民主党への参加を拒否した。
翌92年3月の第14代総選挙では97議席を獲得して躍進。同年12月の大統領選挙では金大中代表を候補として擁立したが、民自党の金泳三候補に大差で敗れた。選挙後、金大中は李基沢に代表の座を譲って政界引退を表明したが、1995年9月に政界復帰し、民主党内の自派系議員（東橋洞系）を基盤に「新政治国民会議」（国民会議）を結成した。金大中が国民会議を結成したことで最大野党の座から転落した民主党は、市民団体が中心となって結成された｢改革新党｣と統合して｢統合民主党｣を同年12月に結成した。→「民主党 (韓国 1995-1997)」

## 党役職
創党時の党指導部（人物名後の括弧は旧党派）
- 共同代表最高委員：金大中（新民）、李基澤（民主）
- 最高委員
  - 李愚貞、朴永禄、朴英淑、許京萬（以上、新民側）
  - 趙舜衡、金鉉圭、李富栄、睦堯相（以上、民主側）
- 事務総長：金元基（新民）
- 院内総務：金正吉（民主）

出典：민주당 개요（民主党概要）、東亜日報『東亞年鑑　1992』62頁

## 党勢推移

### 大統領選挙
| 年月日         | 大統領選挙               | 候補者 | 得票数    | 得票率 | 当落        |
| -------------- | ------------------------ | ------ | --------- | ------ | ----------- |
| 1992年12月18日 | 1992年大韓民国大統領選挙 | 金大中 | 8,041,284 | 33.4％ | 落選（2位） |

### 総選挙
| 年月日        | 総選挙       | 議席数 （地域区+全国区） | 得票率 |
| ------------- | ------------ | ------------------------ | ------ |
| 1992年3月24日 | 第14代総選挙 | 97 (75+22)               | 29.2％ |